# Кемлупс 1
Кемлупс 1 (англ. Kamloops 1) — індіанська резервація в Канаді, у провінції Британська Колумбія, у межах регіонального округу Томпсон-Нікола.

## Населення
За даними перепису 2016 року, індіанська резервація нараховувала 3021 особу, показавши зростання на 17,2%, порівняно з 2011-м роком. Середня густина населення становила 22,1 осіб/км².
З офіційних мов обидвома одночасно володіли 135 жителів, тільки англійською — 2 890. Усього 155 осіб вважали рідною мовою не одну з офіційних, з них 20 — одну з корінних мов, а 5 — українську.
Працездатне населення становило 60,1% усього населення, рівень безробіття — 8,8%.
Середній дохід на особу становив $55 675 (медіана $39 552), при цьому для чоловіків — $70 771, а для жінок $41 202 (медіани — $51 584 та $30 528 відповідно).
31,9% мешканців мали закінчену шкільну освіту, не мали закінченої шкільної освіти — 13,6%, 54,7% мали післяшкільну освіту, з яких 38,3% мали диплом бакалавра, або вищий, 10 осіб мали вчений ступінь.
| Статево-вікова структура населення | Статево-вікова структура населення | Статево-вікова структура населення | Статево-вікова структура населення | Статево-вікова структура населення |
| ---------------------------------- | ---------------------------------- | ---------------------------------- | ---------------------------------- | ---------------------------------- |
|                                    |                                    |                                    |                                    |                                    |
| Всього                             | Всього                             | 48,3%51,7%                         |                                    |                                    |
| 0 — 14 років                       | 0 — 14 років                       |                                    | 12,6%                              | 12,6%                              |
| 15 — 64 років                      | 15 — 64 років                      |                                    | 66,9%                              | 66,9%                              |
| 65 і більше                        | 65 і більше                        |                                    | 20,5%                              | 20,5%                              |
| 85 і більше                        | 85 і більше                        |                                    | 1%                                 | 1%                                 |
| Середній вік (років)               | Середній вік (років)               | 45,4                               | 45,4                               | 45,4                               |
| Медіана (років)                    | Медіана (років)                    | 50,250,4                           | 50,3                               | 50,3                               |
| — чоловіки — жінки                 |                                    |                                    |                                    |                                    |

| Походження мешканців:     | Походження мешканців:     | Походження мешканців: | Походження мешканців: | Походження мешканців: |
| ------------------------- | ------------------------- | --------------------- | --------------------- | --------------------- |
| Походження                |                           |                       | осіб                  | %                     |
| Корінні американці        | Корінні американці        |                       | 1 010                 | 33.44%                |
| Інше північноамериканське | Інше північноамериканське |                       | 610                   | 20.2%                 |
| Європейське               | Європейське               |                       | 2 115                 | 70.03%                |
| британське                | британське                |                       | 1 460                 | 48.34%                |
| французьке                | французьке                |                       | 290                   | 9.6%                  |
| українське                | українське                |                       | 205                   | 6.79%                 |
| Латинськоамериканське     | Латинськоамериканське     |                       | 10                    | 0.33%                 |
| Африканське               | Африканське               |                       | 15                    | 0.5%                  |
| Азійське                  | Азійське                  |                       | 145                   | 4.8%                  |
| Океанійське               | Океанійське               |                       | 20                    | 0.66%                 |

## Клімат
Середня річна температура становить 6,4°C, середня максимальна – 22,6°C, а середня мінімальна – -13,7°C. Середня річна кількість опадів – 408 мм.
| Клімат поселення                              | Клімат поселення | Клімат поселення | Клімат поселення | Клімат поселення | Клімат поселення | Клімат поселення | Клімат поселення | Клімат поселення | Клімат поселення | Клімат поселення | Клімат поселення | Клімат поселення | Клімат поселення |
| Показник                                      | Січ.             | Лют.             | Бер.             | Квіт.            | Трав.            | Черв.            | Лип.             | Серп.            | Вер.             | Жовт.            | Лист.            | Груд.            |                  |
| Середній максимум, °C                         | 0,27             | 4,02             | 9,45             | 13,72            | 18,47            | 22,16            | 22,55            | 22,45            | 17,42            | 10,82            | 3,69             | −1,43            |                  |
| Середня температура, °C                       | −6,74            | −2,97            | 2,45             | 6,70             | 11,47            | 15,16            | 18,32            | 18,21            | 13,20            | 6,59             | −0,55            | −5,68            |                  |
| Середній мінімум, °C                          | −13,72           | −9,97            | −4,55            | −0,29            | 4,47             | 8,16             | 14,07            | 13,96            | 8,96             | 2,35             | −4,8             | −9,92            |                  |
| Норма опадів, мм                              | 32               | 18               | 22               | 23               | 40               | 53               | 44               | 36               | 30               | 29               | 40               | 41               |                  |
| Середньомісячна швидкість вітру, м/с          | 2.12             | 2.12             | 2.43             | 2.64             | 2.44             | 2.32             | 2.20             | 2.04             | 1.96             | 2.14             | 2.28             | 2.20             |                  |
| Середньомісячна сонячна радіація, кДж/м²·день | 3210             | 6410             | 11253            | 16270            | 19834            | 21357            | 22293            | 19070            | 13430            | 7656             | 3624             | 2484             |                  |
| --------------------------------------------- | ---------------- | ---------------- | ---------------- | ---------------- | ---------------- | ---------------- | ---------------- | ---------------- | ---------------- | ---------------- | ---------------- | ---------------- | ---------------- |
| Джерело:                                      |                  |                  |                  |                  |                  |                  |                  |                  |                  |                  |                  |                  |                  |